# アメンエムハト4世
アメンエムハト4世（Amenemhat IV）は、紀元前1815年頃から紀元前1806年頃までエジプトを治めたファラオである。

## 概要
アメンエムハト3世の時代には共同摂取を務め、考古最高評議会議長ザヒ・ハワスの言うところの「エジプト中王国時代に建てられ、現存する唯一の完全な神殿であるメディネット・マアディの神殿を完成させた。2006年始めに行われた考古学調査で、神殿の基礎部分が掘り返されている。アメンエムハト4世は、ファイユーム北東の Qasr el-Sagha にある神殿も建てたと考えられている。
トリノ王名表では、アメンエムハト4世の治世は9年3ヶ月と4日続いたと記録されている。ヌビアの rock graffito によると、その最初の1年は、アメンエムハト3世の摂取としてであったという。彼の短い治世期間中は、大きな出来事もなく、比較的平和であった。中王国が徐々に崩壊し始めたのは、彼の死後だと考えられている。
アメンエムハト4世は、男子の跡継を残さずに死んだが、次の王朝の最初の2人の王、セベクヘテプ1世とセネブエフは彼の息子だった可能性がある。彼の跡は、約1500年ぶりの女性のエジプト支配者となった半妹（おばの可能性もある）のセベクネフェルが継いだ。セベクネフェルと結婚していた可能性もあるが、それを支持する証拠は見つかっていない。

## 関連文献
- W. Grajetzki, The Middle Kingdom of Ancient Egypt: History,Archaeology and Society, Duckworth, London 2006 ISBN 0-7156-3435-6, 61
- Shaw, Ian. Nicholson, Paul: The Dictionary of Ancient Egypt. Harry N. Abrams, Inc., Publishers. 1995.